# Gefferth Károly-emlékérem

A Gefferth Károly-emlékérmet 1992-ben alapította a Magyar Radiológusok Társasága Gyermekradiológiai Szekciója Gefferth Károly, az első magyar gyermekradiológus emlékére. 
Az emlékérmet és az oklevelet a szekció vezetősége kétévente annak a gyermekradiológusnak ítéli, aki kiemelkedő szerepet játszik a magyar gyermekradiológia fejlődésében.
A Gefferth Károly-emlékérem Józsa Bálint szobrászművész alkotása.

## Díjazottak
| Név                | Évszám |
| ------------------ | ------ |
| Köteles György     | 1993   |
| Schlaffer Erzsébet | 1995   |
| Weisenbach János   | 1997   |
| Bitvai Katalin     | 1999   |
| Lombay Béla        | 2001   |
| Beviz József       | 2003   |
| Kis Éva            | 2005   |
| Borbás Éva         | 2007   |
| Gersey Emma        | 2009   |
| Harkányi Zoltán    | 2011   |
| Mohay Gabriella    | 2015   |
| Rudas Gábor        | 2017   |
| Várkonyi Ildikó    | 2019   |
| Balázs György      | 2022   |
| Varga Edit         | 2024   |